# Magnus Bergström
Magnus Albrecht Bergström (Praia, Cabo Verde, 18 de outubro de 1890 — Lisboa, 1960) foi um jurista, linguista, escritor e musicólogo. Destacou-se como um dos coordenadores e um dos principais autores do Prontuário Ortográfico e Guia da Língua Portuguesa, uma publicação de grande difusão, com mais de meia centena de edições a partir de 1955, e com grande influência na normalização ortográfica nos meios burocráticos portugueses.

## Biografia
Nasceu na cidade da Praia, na ilha de Santiago, tendo sido baptizado na igreja de Nossa Senhora da Graça daquela cidade a 14 de fevereiro de 1891, filho de Theodoro Segismundo da Silva e Sousa Bergström, de ascendência sueca, gerente do Banco Nacional Ultramarino na Praia, e de Cândida Paula Rosa, da ilha do Fogo. Mudou-se ainda criança para Portugal, onde estudou em Faro, Lisboa e Coimbra. Licenciou-se em Direito na Universidade de Coimbra.
Linguísta por influência do pai, musicólogo, são importantes as conferências que realizou sobre o ensino da música, sobretudo das holandesa, grega e espanhola. Dedicou-se à escrita , à investigação histórica e à critica literária e musical. Foi durante algum tempo professor da Liceu de Veiga Beirão e na Escola Comercial Ferreira Borges, dali passando a director da editorial da Empresa Nacional de Publicidade, proprietária do Diário de Notícias, cargo que exerceu até falecer.
Colaborou no Diário de Lisboa como crítico literário e musical e foi um dos primeiros directores da Grande Enciclopédia Portuguesa e Brasileira. Foi co-autor, com Raul das Neves Reis, do famoso Prontuário Ortográfico e Guia da Língua Portuguesa, editado em 1955 e que conta já com mais de 50 edições. Para além de diversos ensaios, escreveu também obras de ficção.

## Obras
Para além de vasta colaboração dispersa por periódicos, é autor das seguintes obras:
- Coitas de Amor (1937) - ntos
- Alcovas de Antano (1942) - contos
- Tareja, Venusta Regina (1944) - romance
- João de Deus : continuador do lirismo de Camões (1954)